# Hans Blendermann
Johannes („Hans“) Blendermann (* 19. Januar 1906 in Stendorf, Kreis Osterholz; † nicht ermittelt) war ein deutscher Kommunalpolitiker. Er war als Landrat in Bentheim und Rothenburg/Oberlausitz und danach bei der Regierung Schleswig tätig.

## Leben
Nach dem Schulbesuch studierte er Rechts- und Staatswissenschaften und promovierte 1930 an der Universität Göttingen zum Dr. jur. Das Thema seiner Dissertation lautete Kondiktion von Anerkenntnissen im Sinne von § 812 Abs. 2 BGB. Er trat in den Staatsdienst ein, legte am 30. September 1933 die Staatsprüfung ab und wurde zum Regierungsassessor ernannt. Als solcher war er zunächst als Referent in der Abteilung IV Volksgesundheit des Preußischen Ministeriums des Innern tätig. Befördert zum Regierungsrat übernahm er 1938 vertretungsweise die Funktion des Landrates im Landkreis Grafschaft Bentheim. Im September des gleichen Jahres wurde Blendermann zuerst zum Oberpräsidium der Provinz Brandenburg nach Berlin und dann im Oktober 1938 kommissarisch als Landrat in den Kreis Rothenburg (Ob. Laus.) versetzt. Dort wurde er zum 1. Oktober 1939 endgültig als Landrat eingesetzt. Als solcher war er im Aufsichtsrat der Kleinbahn Wehrkirch-Rothenburg-Priebus AG (heute: Bahnstrecke Horka–Przewóz) in Berlin. Ab 12. März 1943 musste er als Landrat in Rothenburg vertreten werden. Noch im gleichen Jahr löste ihn der promovierte Regierungsrat Rudolf Zschacke als Landrat in Rothenburg ab. Blendermann war an die Regierung Schleswig versetzt und zum Oberregierungsrat befördert worden.

## Schriften (Auswahl)
- Kondiktion von Anerkenntnissen im Sinne von § 812 Abs. 2 BGB. Wesermünde-Lehe 1930.